# 渡辺雄三
渡辺 雄三（わたなべ ゆうぞう、1941年 - ）は、日本の臨床心理士。

## 人物
愛知県・名古屋市生まれ。1965年名古屋大学工学部中退。同年より精神科病院に勤務。1987年に渡辺雄三分析心理室を開設。1994年には開業心理臨床家として独立し、分析的心理療法に専念。2000年に人間環境大学 人間環境学部 および大学院 人間環境学研究科教授に就任。2001年、関西大学より博士（社会学）の学位を取得。論文の題目は『精神分裂病者に対する心理療法の臨床心理学的研究』。

## 著作

### 単著
- 『心理療法と症例理解 病院心理臨床の実際』誠信書房 1988
- 『病院における心理療法 ユング心理学の臨床』金剛出版 1991
- 『夢分析による心理療法 ユング心理学の臨床』金剛出版 1995
- 『夢の物語と心理療法』岩波書店 2002
- 『精神分裂病者に対する心理療法の臨床心理学的研究 重篤な精神病者への心理療法的援助技法と心理療法的基本視座の考察』晃洋書房 人間存在論叢書 2003
- 『夢が語るこころの深み 心理療法と超越性』岩波書店 2006
- 『私説・臨床心理学の方法 いかにクライエントを理解し、手助けするか』金剛出版 2011
- 『自己実現と心理療法　夢による＜私＞の探究』創元社、2015

### 共編著
- 『心とコミュニケーション 精神環境の探求』竹市明弘,早川勇共編 勁草書房 人間環境学シリーズ 1999
- 『仕事としての心理療法』編 人文書院 1999
- 『臨床心理学にとっての精神科臨床 臨床の現場から学ぶ』総田純次共編 人文書院 2007
- 『開業臨床心理士の仕事場』亀井敏彦,小泉規実男共編 金剛出版 2012

### 論文
- Cinii